# یواس‌اس لندر (ای‌پی‌ای-۱۷۸)
یواس‌اس لندر (ای‌پی‌ای-۱۷۸) (به انگلیسی: USS Lander (APA-178)) یک کشتی بود که طول آن ۴۵۵ فوت (۱۳۹ متر) بود. این کشتی در سال ۱۹۴۴ ساخته شد.